# Michael Ruetz
Michael Ruetz (* 4. April 1940 in Berlin; † 2. Dezember 2024 ebenda) war ein deutscher Künstler und Autor. Als Fotograf war er international anerkannt.

## Leben
Michael Ruetz wurde 1940 in Berlin geboren. Seine Vorfahren stammen aus Riga, dort waren sie als Drucker, Journalisten und Verleger tätig. Die Familie Ruetz war Besitzer und Herausgeber der Tageszeitung Rigasche Rundschau – einst die größte Tageszeitung des deutschsprachigen Ostens, mit einer Reichweite von Stettin bis Sankt Petersburg. Mitglieder der Familie mütterlicherseits (Meyer-Rohlfs) betätigten sich als Reeder und Tee-Kaufleute in Bremen.
Nach seiner Schulzeit in Bremen studierte Michael Ruetz in Freiburg, München und Berlin Sinologie als Hauptfach (bei den Professoren Franke, Bauer, Mohr und Hoffmann) sowie Japanologie und Publizistik. Er nahm an den Sinologie-Kongressen in Bordeaux, Kopenhagen und Leeds teil.
Als Augenzeuge des russischen Einmarsches im Jahr 1968 in der Tschechoslowakei und Prag anlässlich des für den 25. August 1969 geplanten und dann abgesagten Sinologie-Kongresses entschloss sich Ruetz, die Arbeit an seiner Dissertation über den Roman Nieh-Hai Hua (1905) von Tseng-P’u zu beenden. Dieser Beschluss ging einher mit dem Beginn einer journalistischen Karriere, die bis in die 1970er-Jahre dauerte.
Von 1969 bis 1973 war er als Fotoreporter Mitglied der Stern-Redaktion in Hamburg. Erste Ausstellungen seiner Arbeiten erfolgten in Berlin 1970 und Wien 1973 sowie 1972 (Mitwirkung an der Documenta V). Ab 1974 übernahm er keine Auftragsarbeiten mehr, sondern realisierte ausschließlich Buchproduktionen aufgrund eigener Ideen und Vorschläge. Das erste Buch, Auf Goethes Spuren, war ein großer Erfolg mit sehr hoher Auflage.
Michael Ruetz legte 1976 das externe Examen bei Otto Steinert und Willy Fleckhaus an der Folkwangschule Essen ab.
Von 1980 bis 1989 war er contract author des Verlags Little, Brown & Co./New York Graphic Society, Boston, Massachusetts und brachte in diesem Verlag sieben Bücher für den amerikanischen und weltweiten Markt heraus. Insgesamt veröffentlichte Ruetz über vierzig Bücher und Publikationen. Im Jahr 1992 war er Stipendiat der Villa Massimo und „widmete sich fast ausschließlich der Suche und Dokumentation der verstreut in der Stadt sowie im Umland liegenden, meistenteils spurlos verschwundenen Aquaedukte“.
Von 1996 bis 2007 lehrte er als Professor für Kommunikationsdesign an der Hochschule für Bildende Künste Braunschweig.
Während mehrerer Auslandsaufenthalte verbrachte Michael Ruetz insgesamt zwölf Jahre in Italien, Australien und den USA.
Michael Ruetz war der Alleinerbe des künstlerischen Werks von Heinz Hajek-Halke und verwaltete es von 1973 bis 2010. Kennengelernt hatten sie sich 1965, als der Student Ruetz den Professor Hajek-Halke um eine Einschätzung seiner ersten Amateur-Aufnahmen bat. Ruetz organisierte große Retrospektiven Heinz Hajek-Halkes im Centre Georges-Pompidou, Paris 2002, in der Kunstbibliothek, Staatliche Museen zu Berlin im Jahr 2007, in der Versicherungskammer Kulturstiftung in München 2008 und in der Akademie der Künste, Berlin 2012.
Michael Ruetz war Mitglied der DGPh, der Gesellschaft Deutscher Lichtbildner (GDL)/Deutsche Foto Akademie sowie der Akademie der Künste, Berlin. Im Mai 2002 wurde er durch den französischen Kulturminister Jean-Jacques Aillagon in den Ordre des Arts et des Lettres aufgenommen. Er war mit der Verlagslektorin und Übersetzerin Erica Ruetz verheiratet. Das Ehepaar hatte eine Tochter und lebte in Berlin.
Im Dezember 2024 starb Ruetz im Alter von 84 Jahren.

## Wirken
Bekannt wurde Michael Ruetz Ende der 60er Jahre durch seine Bilder der westdeutschen Studentenbewegung. Die Fotos der Berliner APO-Zeit, an welcher er als Chronist teilnahm, wurden in den großen Periodika wie Time, Life, Spiegel und Zeit veröffentlicht und erschienen später unter dem Titel Ihr müsst diesen Typen nur ins Gesicht sehen. APO Berlin 1966–1969 in Buchform.
In den 1960er und 1970er Jahren bereiste er im Auftrag des Stern die DDR, unter anderem während der Weltfestspiele der Jugend 1973 und des 1. Mai 1974. Ebenso fotografierte Michael Ruetz die Akteure und Liquidatoren des Prager Frühlings. In weiteren Reportagen zeigte er Griechenland zur Zeit der Militärdiktatur, Chile nach dem Wahlsieg Salvador Allendes und Guinea-Bissau im Unabhängigkeitskrieg. Aus der Zeit um 1970 stammen Porträts von François Mitterrand, Helmut Kohl und anderen europäischen Politikern.
Mit Projekten wie Nekropolis und zahlreichen Bildserien, die sich thematisch an den Reisen Goethes und Fontanes (Auf Goethes Spuren, Auch ich in Arkadien/Goethes Italienische Reise, Fontanes Wanderungen durch die Mark Brandenburg) orientieren, wandte er sich zunehmend kulturhistorischen und dokumentarischen Projekten zu.
Neuere Projekte setzen sich mit den Möglichkeiten der Visualisierung von Zeit bzw. Vergänglichkeit auseinander. Der zweite Blick, Timescape und Der unverwandte Blick dokumentieren den Wandel der „sichtbaren Umwelt“ im Verlauf der Zeit. Unter dem Titel Eye on Time widmete sich Michael Ruetz in größeren Zeitabständen demselben Objekt und Thema und hielt so Veränderungen und Entwicklungen desselben Ortes über Jahre fest.

## Auszeichnungen
- Kodak-Fotobuchpreis für Auf Goethes Spuren, Nekropolis, APO/Berlin 1966–1969 und Land der Griechen
- 1969 Deutscher Design-Preis
- 1979 Schönstes Buch der Schweiz für Mit Goethe in der Schweiz
- 1979 Otto-Steinert-Preis
- 1981 Villa-Massimo-Preis
- 2002 Ordre des Arts et des Lettres

## Filmdokumentation
- 2023: Facing Time, Regie: Annett Ilijew[8]

## Ausstellungen

### Einzelausstellungen (Auswahl)
- 1969 Berlin, Galerie Mikro

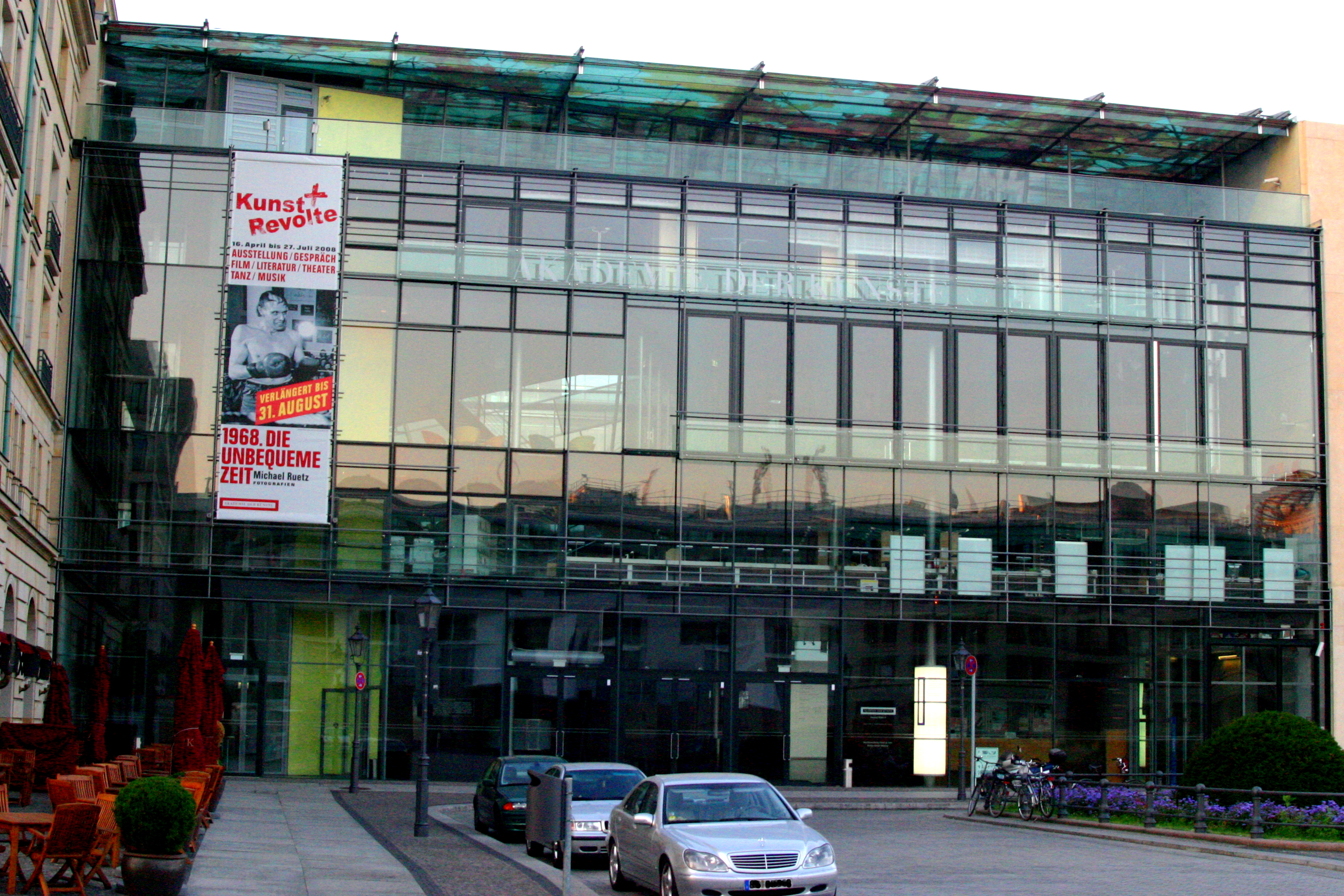
1968. Die unbequeme Zeit Akademie der Künste

- 1974 Hamburg, Kunsthalle, Die Welt des Caspar David Friedrich
- 1975 Lissabon, Deutsches Institut
- 1976 Berlin, Bielefeld, Göttingen, Hamburg, Kopenhagen und München, Nekropolis
- 1977 Berlin, Landesbildstelle, Bilder aus Deutschland 1968–1975
- 1979 Zürich, Helmhaus, Auf Goethes Spuren
- 1980 Düsseldorf, Goethe-Museum, Auf Goethes Spuren
- 1981 Houston/Texas, Benteler Galleries
- 1987 Carmel/California, Photography West Gallery
- 1989–1995 Kiel, Harburg, Rendsburg, Itzehoe, Buxtehude, Lüneburg, Flensburg, Neumünster, Ahrensburg, Preetz, Rostock und Schwerin, Auch ich in Arkadien
- 1992 Potsdam, Kulturhaus, Theodor Fontane
- 1995 Berlin, Deutsches Historisches Museum, Sichtbare Zeit
- 1998 Berlin, Willy Brandt Haus, Ein Zeitalter wird besichtigt
- 1999 Palermo, Goethe-Institut, Goethe in Arcadia, Et me in Italia
- 2001 Kunsthaus Lempertz, Berlin, Köln und Brüssel, WindAuge
- 2001 Köln, Galerie Priska Pasquer, Timescape, ein Palimpsest und Die Sechziger in vintage prints
- 2001 Kunsthalle Erfurt, WindAuge, Timescape – 2 Bilderzyklen
- 2005 Berlin, Akademie der Künste, Eye on Time
- 2007 Berlin, Willy-Brandt-Haus, Eye on Eternity
- 2008 Berlin, Akademie der Künste, 1968. Die Unbequeme Zeit. Informationen zur Ausstellung
- 2008 Barcelona, Goethe Institut Barcelona, 1968. Die Unbequeme Zeit. Informationen zur Ausstellung
- 2008 Berlin, Deutsches Historisches Museum, Eye on Time. Informationen zur Ausstellung
- 2009–2010 Helsinki, Goethe Institut Helsinki, 1968. Die Unbequeme Zeit
- 2010 Madrid, Goethe Institut Madrid, 1968. Die Unbequeme Zeit
- 2010 Tbilissi, Goethe Institut Tbilissi, 1968. Die Unbequeme Zeit
- 2010 Berlin, Eye on Life – Die unbequeme Zeit, Johanna Breede, Berlin. Informationen zur Ausstellung
- 2011 Potsdam, Kunstraum Potsdam, Sichtbare Zeit II. Informationen zur Ausstellung
- 2012 Berlin, Johanna Breede ‚The Family of Dog‘
- 2014 Berlin, Willy-Brandt-Haus, Portugal im Jahre Null
- 2014 Berlin, Johanna Breede ‚Die absolute Landschaft‘
- 2015 Berlin, Galerie Pankow, Facing Time. Informationen zur Ausstellung
- 2017 Boston, Goethe Institut Boston, Die Unbequeme Zeit . Informationen zur Ausstellung
- 2024 Berlin, Akademie der Künste, Poesie der Zeit, Informationen zur Ausstellung

### Gruppenausstellungen (Auswahl)
- 1968 Prag
- 1972 Kassel, documenta 5
- 1973, 1979 Essen, Museum Folkwang
- 1974, 1978 London, Institute of Contemporary Arts
- 1976 Wien, Kongress Amnesty International
- 1977, 1980 München, Fotomuseum München
- 1979 Köln, Galerie der DGPh
- 1980, 1982 Washington, D.C., Sander Gallery
- 1980 Baltimore, Maryland, The Maryland Institute
- 1980 München, Fotomuseum München
- 1981 Houston, Texas, Benteler Galleries und Rice University
- 1982 New York, Photographic Art Dealers Convention
- 1985 Rom, Deutsche Akademie/Villa Massimo
- 1995 Hannover, Kunstverein und Sprengel Museum
- 1997 Bonn, Kunsthalle der Bundesrepublik Deutschland
- 1998 Berlin, Haus am Waldsee, Die Römische Spur
- 1998 Hamburg, Stern, Die Welt im Blick
- 1999 Berlin, Deutsches Historisches Museum, Bonn, Kunstmuseum und Galerie der Stadt Stuttgart, Macht des Alters
- 2001 Berlin, Galerie Brusberg / Der Spiegel, Die Sechziger
- 2001 Paris, Paris Photo, Galerie Priska Pasquer, Timescape
- 2002 Berlin, Willy Brandt Haus, Willy Brandt
- 2002 Paris, Paris Photo, Galerie Priska Pasquer, Massimo Passacaglia
- 2003 Prag, Hauptstadtgalerie und Berlin, Deutsches Historisches Museum, Von Körpern und anderen Dingen
- 2003 Paris, Paris Photo, Galerie Priska Pasquer, Eye On Eternity
- 2004 Moskau und Bochum, Von Körpern und anderen Dingen
- 2013 Berlin, Willy-Brandt-Haus, Puro Pueblo. Chile 1971–73. Informationen zur Ausstellung
- 2013 Berlin, Johanna Breede, Frauen / Women. Informationen zur Ausstellung
- 2014 Berlin, Johanna Breede, Men / Männer. Informationen zur Ausstellung
- 2015 Berlin, Johanna Breede, The Window – Das Fenster. Informationen zur Ausstellung
- 2016 Berlin, Akademie der Künste, DEMO:POLIS. Informationen zur Ausstellung
- 2016 Berlin, Johanna Breede, Vis-à-Vis. Informationen zur Ausstellung
- 2017 Berlin, Johanna Breede, Favorite Images / Lieblingsbilder. Informationen zur Ausstellung
- 2018 Murnau, Kunststiftung Petra Benteler, Im Blauen Land. Informationen zur Ausstellung
- 2021 Köln, Van der Grinten Galerie, Im Dialog mit Joseph Beuys. Informationen zur Ausstellung

## Bibliografie

### Bücher und Publikationen von Michael Ruetz (Auswahl)
- M. R. Fotos, Katalog der Galerie Mikro., Berlin 1969.
- Christo verpackt Monschau. DuMont, Köln 1971.
- Bilder aus Deutschland. Katalog der Galerie Spectrum, Hannover 1976.
- Auf Goethes Spuren. Artemis Verlag, Zürich 1978 und 1981.
- Nekropolis. Carl Hanser Verlag, München 1978. Buchclubausgabe: Ex Libris, Zürich.
- Mit Goethe in der Schweiz. Artemis Verlag, Zürich 1979.
- Im anderen Deutschland. Artemis Verlag, Zürich und München 1979.
- „Ihr müsst diesen Typen nur ins Gesicht sehen“ – APO Berlin 1966—1969. Zweitausendeins Verlag, Frankfurt 1980.
- Nekropolen. Randlage, Verlag amBEATion, Berlin o. J., ca. 1983.
- Eye on America. Little, Brown and Company / New York Graphic Society, Boston 1984.
- Scottish Symphony. In Commemoration of James Boswell’s and Dr. Samuel Johnson’s Journey to the Western Isles of Scotland. Little, Brown and Company / New York Graphic Society, Boston 1985.
- Auch ich in Arkadien / Goethes Italienische Reise. Carl Hanser Verlag, München 1985.
- Mond/Luna. Franz Greno Verlag, Nördlingen 1986.
- Beuys. Franz Greno Verlag, Nördlingen 1986.
- Eye on Australia. Little, Brown and Company / New York Graphic Society, Boston 1987.
- Römische Veduten. List Verlag, München 1987.
- Fontanes Wanderungen durch die Mark Brandenburg. Carl Hanser Verlag, München 1987.
- Italy: Seasons of Light. Little, Brown and Company / New York Graphic Society, Boston 1988.
- Über Berlin. München 1991.
- Arno Schmidt. Bargfeld, Zweitausendeins Verlag, Frankfurt am Main 1993
- Das Willy-Brandt-Haus. Steidl Verlag, Göttingen 1996.
- Sichtbare Zeit. Zweitausendeins Verlag, Frankfurt 1995. Buchhandelsausgabe: Steidl Verlag, Göttingen 1997.
- Cosmos. Steidl Verlag, Göttingen 1997.
- Bibliothek der Augen/A Library for the Eye. Photographien 1958—1997. (Bibliothek der Augen IV). Steidl Verlag, Göttingen 1997.
- 1968 / Ein Zeitalter wird besichtigt. Zweitausendeins Verlag, Frankfurt 1997. Steidl Verlag, Göttingen, 1998.
- WindAuge. (Bibliothek der Augen V). Mit einem Text von Klaus Honnef. Steidl Verlag, Göttingen 2001.
- Eye on Time. Steidl Verlag, Göttingen 2007.
- Eye on Eternity. Seemann Henschel, Leipzig 2007.
- Eye on Infinity. Steidl Verlag, Göttingen 2008.
- Die Unbequeme Zeit. Steidl Verlag, Göttingen 2008.
- Facing Time. Callidus, Wismar 2012.
- The Family of Dog. Steidl Verlag, Göttingen 2015.
- Gegenwind / Facing the Sixties. Nimbus, Wädenswil am Zürichsee 2017.
- Die Absolute Landschaft / The Epitomic Landscape. Nimbus, Wädenswil am Zürichsee 2018.
- Pogrom 1938. Das Gesicht in der Menge. Nimbus, Wädenswil am Zürichsee 2018.
- Beuys bleibt / Beuys – A Close Up. éditions facteur cheval, Berlin 2021.

### Kataloge und Anthologien mit Texten und Beiträgen von Michael Ruetz
- Das Deutsche Lichtbild. Stuttgart 1969
- Dumont Foto I. Mit einem Text über die Dramaturgie des Lichts. Köln ca. 1980
- Deutsche Fotografie nach 1945. Fotoforum Kassel. PPS Galerie, Hamburg 1979
- Der Nachlass von Heinz Hajek-Halke. in: Katalog der Galerie Rudolf Kicken. ART 25, Basel 1994
- Deutsche Photographie 1870—1970. Macht eines Mediums. Katalog zur Ausstellung von Klaus Honnef in der Kunsthalle der Bundesrepublik Deutschland, Köln 1997
- Signaturen Des Sichtbaren. Ein Jahrhundert der Fotografie in Deutschland. Katalog von Klaus Honnef, Kunsthalle, Erfurt 1998
- Bulletin der Deutschen Fotografischen Akademie 14. Leinfelden 1998
- Klaus Honnef: Kunst des 20. Jahrhunderts. Taschen Verlag, Köln 1998
- Macht des Alters. Ausstellung Deutsches Historisches Museum, Berlin, 1998. Kunstmuseum Bonn 1999
- Heinz Hajek-Halke, der grosse Unbekannte. in: Katalog der Ausstellung im Haus am Waldsee, Berlin. Steidl Verlag, Göttingen 1997
- Die Römische Spur. Künstlerische Recherchen zur Aktualität der Antike. Text im Katalog der gleichnamigen Ausstellung. Haus am Waldsee, Berlin 1998. Mit sieben Abbildungen
- Diagonaler Blick. in: Photography in Germany III. München 1999
- Fünfzig Jahre Bundesrepublik. Rowohlt Verlag, Hamburg 1999
- Der steinerne Gast. in: Photography in Germany IV. München 1999
- Wer ist Hajek, wer ist Halke? in: Christine Fischer-Defoy: »Kunst, im Aufbau ein Stein«: Die Westberliner Kunst- und Musikhochschulen im Spannungsfeld der Nachkriegszeit. Herausgeber: Hochschule der Künste, Berlin 2001
- Amalia’s World. Schräger Vogel, schräger Blick. in: Photography in Germany. Schneider-Henn, München 2002
- Célèbre et méconnu: Heinz Hajek-Halke – Berühmt und kaum bekannt: Heinz Hajek-Halke. Katalog der Retrospektive im Centre Pompidou, Paris 2001. Zusammen mit Alain Sayag
- Hajek-Halke. Artist, Anarchist. Nachwort zur Monographie des Lebenswerks von Heinz Hajek-Halke, Teil I. Herausgegeben von Michael Ruetz. Mit Texten von Alain Sayag, Klaus Honnef und Rainer Stamm. Steidl Verlag, Göttingen 2005